# Василенко Григорій Кирилович
Григорій Кирилович Василенко (8 лютого 1922, село с. Теліжинці, Тетіївський район, Київська область — 19 січня 1994) — український економіст та історик.

## Життєпис
Григорій Василенко народився 8 лютого 1922 року в с. Теліжинці Тетіївського району на Київщині у родині хліборобів.
Закінчивши семирічну школу, навчався у технікумі, у військовому авіатехнічному училищі.
З 1942 року воював на фронті.
Здобувши після війни вищу освіту, присвятив себе викладацькій і науковій діяльності.
1970—1975 — співробітник Київського інституту інженерів цивільної авіації
1975—1978 — працював у Інституті з будівництва магістралей газопроводів АН УРСР. 1975 року здобув звання професора.
1978—1984 — співробітник Науково-дослідного і конструкторсько-технологічного інституту міського господарства.
1984-1991 - працював у Київській філії Всесоюзного проєктно-конструкторського інституту Міністерства шляхів сполучення СРСР.
З 1992 року працював у Київському університеті ім. Шевченка.

## Наукові напрямки
Досліджував проблеми вартості й ціноутворення, зокрема 1967 року опублікував книгу «Видатки виробництва і ціноутворення в крупносерійному і масовому машинобудуванні».

## Цікаві факти
Подальша доля вченого склалася незвичайно: професор-економіст за фахом, який досяг високих наукових рангів, став відомим істориком. Насамперед його зацікавив прадавній період української історії, що сягав кількох тисячоліть до зародження Київської Русі. За часів, коли переслідувалося кожне нове слово про джерела і коріння українського народу, це була подвижницька праця.

## Наукові гіпотези
Василенко науково довів, що епохи зарубинецької, черняхівської культур — це наша історія, стародавні племена агафірсів, гелонів, неврів, меланхленів — наші далекі пращури, а леґендарні гуни жили в Придніпров'ї. Ці та інші відкриття вчений виклав у працях «Руси» (1990) і «Велика Скіфія» (1991).
Григорій Василенко помер 19 січня 1994 року.

## Науковий доробок
- «Издержки производства и ценообразование в крупносерийном и массовом машиностроении» (1963, Київ)[3]
- «Руси» (1990) — книга, вде Василенко досліджує прадавню історію українського народу, зокрема, зв'язок із зарубинецькою та черняхівською культурами.
- «Велика Скіфія» (1991, ISBN 5-7770-0336-2) — у книзі автор досліджує історію скіфської культури, її вплив на українську ідентичність.